# Anthophiura granulata
Anthophiura granulata är en ormstjärneart som först beskrevs av Hubert Lyman Clark 1939.  Anthophiura granulata ingår i släktet Anthophiura och familjen fransormstjärnor. Inga underarter finns listade i Catalogue of Life.